# Aloe peyrierasii
Aloe peyrierasii är en grästrädsväxtart som beskrevs av Georges Cremers. Aloe peyrierasii ingår i släktet Aloe och familjen grästrädsväxter.
Artens utbredningsområde är Madagaskar. Inga underarter finns listade i Catalogue of Life.

## Bildgalleri

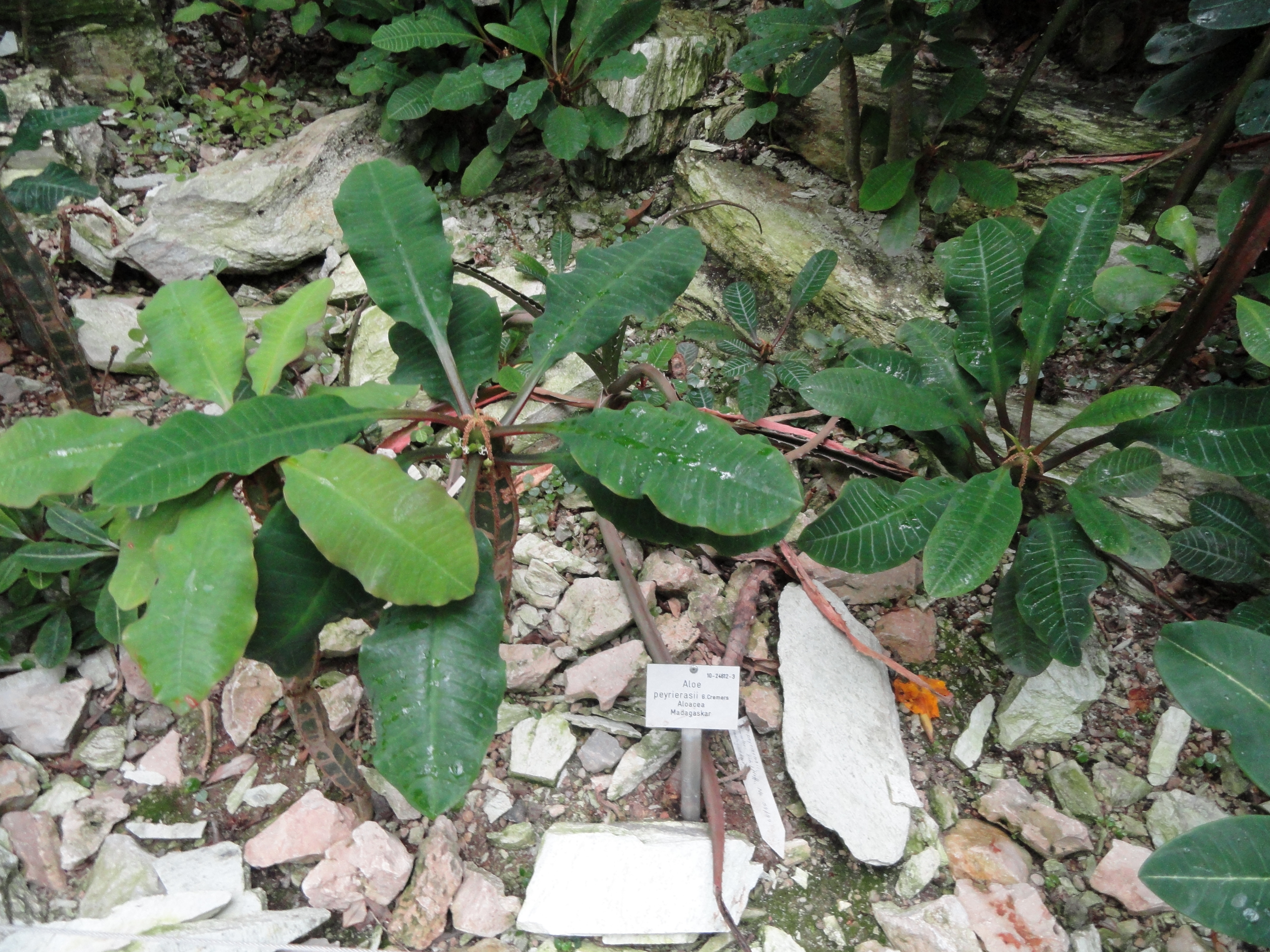